# Ario Dídimo
Ario Dídimo (Griego: Ἄρειος Δίδυμος Areios Didymos; siglo I a. C.) fue un filósofo estoico y maestro de Augusto. Estobeo y Eusebio conservan fragmentos de sus manuales que resumen las doctrinas estoicas y peripatéticas .

## Vida
Ario era ciudadano de Alejandría. Se dice que Ario y sus dos hijos, Dionisio y Nicanor, instruyeron al propio Augusto en filosofía, y Ario residió durante un tiempo directamente en la casa de Augusto. Es frecuentemente mencionado por el filósofo Temistio, quien dice que Augusto valoraba a Ario no menos que a Marco Vipsanio Agripa, a quien comúnmente se considera el confidente y mano derecha de Augusto (aunque debe mencionarse que Temistio escribió cuatrocientos años después del hecho).Augusto lo estimaba tanto que, después de la conquista de Alejandría, declaró que había salvado la ciudad principalmente por aprecio a Ario. Según Plutarco, Ario aconsejó a Augusto ejecutar a Cesarión, el hijo de Cleopatra y Julio César, con las palabras "ouk agathon polukaisarie" ("no es bueno tener demasiados Césares"), un juego de palabras con una línea de Homero. Los historiadores modernos no están de acuerdo sobre si esta fue la razón real por la que Augusto perdonó la ciudad, ya que al mismo tiempo Augusto afirmó que también lo hacía para honrar la memoria de Alejandro Magno, por  algunos eruditos también sugieren que lo hizo para ganarse el favor de la élite de la ciudad. Es presumiblemente el "Ario" cuya vida estaba entre las que faltaban en la sección final del libro VII de las Vidas de Diógenes Laercio.
Otras fuentes afirman que Augusto le ofreció el puesto de Praefectus o gobernador de Egipto, pero que Ario lo rechazó para ocupar un puesto en la provincia de Sicilia, aunque historiadores modernos tienen algunas dudas sobre esta anécdota (principalmente porque no hay otros). ejemplos de alguien a quien Augusto le "ofreció" un puesto y lo rechazó). Se ha sugerido que esta historia era propaganda estatal para justificar la expulsión de Areio de la provincia de Egipto por parte de Augusto y la instalación de Cornelio Galo como prefecto.
Ario fue sucedido como "filósofo personal" de Augusto por el filósofo Teón. De Quintiliano nos llega que Ario también enseñó o escribió sobre retórica.

## Filosofía
Ario Dídimo suele identificarse con el "Ario" que se cita extensamente por Estobeo, en sus obras se resume la filosofía estoica, peripatética y platónica.  Que su nombre completo es Ario Dídimo lo sabemos por Eusebio, quien cita dos largos pasajes suyos sobre las opiniones estoicas sobre Dios ; la conflagración del Universo ; y el alma.

## Otras lecturas
- Fortenbaugh, W. (Editor) (2002). Sobre la ética estoica y peripatética: la obra de Ario Dídimo. Editores de transacciones.ISBN 0765809729
- Inwood, R. y LP Gerson, LP (1997). Filosofía helenística. Lecturas introductorias, 2.ª edición, Hackett Publishing Company, Indianápolis/Cambridge, págs. 203–232.
- Pomeroy, Arthur J. (ed.) (1999). "Ario Dídimo". Epítome de la ética estoica. Textos y Traducciones 44; Grecorromano 14. Atlanta, GA: Sociedad de Literatura Bíblica. págs.ix, 160.ISBN 0884140016